# Andeiro
Andeiro o San Martín de Andeiro (llamada oficialmente San Martiño de Andeiro) es una parroquia española del municipio de Cambre, en la provincia de La Coruña, Galicia.

## Entidades de población
Entidades de población que forman parte de la parroquia:
- A Fonte de Pan[6] (A Fonte)
- A Iglesia (A Igrexa)
- Aldea
- Apartada
- A Torre
- Brille
- Cobazas
- Gosende
- Pazos

## Demografía
| Gráfica de evolución demográfica de Andeiro entre 2000 y 2018 |
|                                                               |
| Datos según el nomenclátor publicado por el INE.              |